# ダーラム郡 (ノースカロライナ州)
ダーラム郡（英: Durham County）は、アメリカ合衆国ノースカロライナ州の中央部に位置する郡である。人口は32万4833人（2020年）。郡庁所在地はダーラムであり、同郡で人口最大の都市である。
ダーラム郡は4つの郡で構成されるダーラム・チャペルヒル都市圏の中核郡である。都市圏人口は2010年国勢調査で50万4357人だった。リサーチ・トライアングルとも呼ばれている。また、アメリカ合衆国行政管理予算局はダーラム郡をローリー・ダーラム・チャペルヒル広域都市圏に含めており、その都市圏人口は2012年推計で199万8808人である。

## 歴史
ダーラム郡は1881年4月17日に、オレンジ郡とウェイク郡の一部を合わせて設立された。郡名は郡庁所在地のダーラム市から採られた。1911年、ウェイク郡シーダーフォーク郡区の一部がダーラム郡に移管され、カー郡区となった。

## 郡政府
ダーラム郡は、地域自治体の組織であるトライアングルJ自治体委員会のメンバーである。ダーラム郡は5人の委員で構成される郡政委員会が統治している。委員の任期は4年間である。

## 地理
アメリカ合衆国国勢調査局に拠れば、郡域全面積は298平方マイル (771.8 km2)であり、このうち陸地290平方マイル (751.1 km2)、水域は7平方マイル (18.1 km2)で水域率は2.51%である。

### 郡区
ダーラム郡は6つの郡区に分割されている。カー、ダーラム、レバノン、マンガム、オークグローブ、トライアングルの各郡区である。

### 隣接する郡
- パーソン郡 - 北
- グランビル郡 - 北東
- ウェイク郡 - 南東
- チャタム郡 - 南南西
- オレンジ郡 - 西

## 人口動態
以下は2000年国勢調査による人口統計データである。
| 基礎データ - 人口: 223,314人 - 世帯数: 89,015 世帯 - 家族数: 54,032 家族 - 人口密度: 297人/km2（769人/mi2） - 住居数: 95,452軒 - 住居密度: 127軒/km2（329軒/mi2） 人種別人口構成 - 白人: 50.91% - アフリカン・アメリカン: 39.46% - ネイティブ・アメリカン: 0.30% - アジア人: 3.29% - 太平洋諸島系: 0.04% - その他の人種: 4.21% - 混血: 1.80% - ヒスパニック・ラテン系: 7.63% 年齢別人口構成 - 18歳未満: 22.9% - 18-24歳: 12.8% - 25-44歳: 34.8% - 45-64歳: 19.8% - 65歳以上: 9.7% - 年齢の中央値: 32歳 - 性比（女性100人あたり男性の人口） - 総人口: 93.0 - 18歳以上: 89.7 | 世帯と家族（対世帯数） - 18歳未満の子供がいる: 29.1% - 結婚・同居している夫婦: 42.0% - 未婚・離婚・死別女性が世帯主: 14.8% - 非家族世帯: 39.3% - 単身世帯: 30.0% - 65歳以上の老人1人暮らし: 7.0% - 平均構成人数 - 世帯: 2.40人 - 家族: 2.99人 収入と家計 - 収入の中央値 - 世帯: 43,337米ドル - 家族: 53,223米ドル - 性別 - 男性: 35,939米ドル - 女性: 30,683米ドル - 人口1人あたり収入: 23,156米ドル - 貧困線以下 - 対人口: 13.4% - 対家族数: 9.8% - 18歳未満: 17.2% - 65歳以上: 12.3% |

## 都市と町

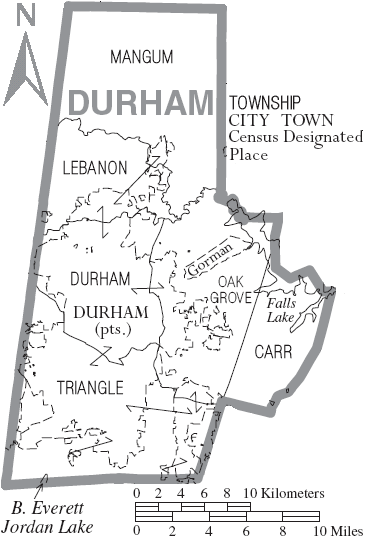
ダーラム郡の自治体と郡区

ダーラム郡で唯一法人化されている自治体が郡庁所在地ダーラム市である。ただし、オレンジ郡のチャペルヒル町も郡領域に一部が入っている。またローリー市の小部分も郡内に入っている。

### 未編入の町
| - バハマ - ベセスダ - ジェンリー - ゴーマン - ローズグローブ | - ネルソン - オークグローブ - ルージュモント - ブラッグタウン（現在はダーラム市域内） |